# Ali Hassan Mwinyi

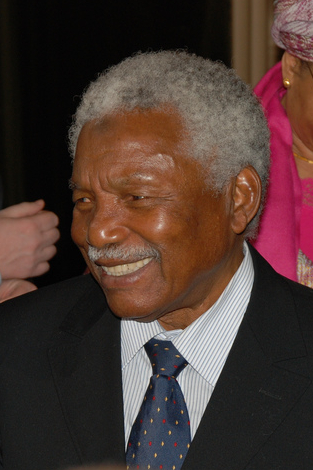
Ali Hassan Mwinyi (2009)

Ali Hassan Mwinyi (* 8. Mai 1925 in Kivure, Pwani; † 29. Februar 2024 in Daressalam) war von 1985 bis 1995 zweiter Präsident der Vereinigten Republik Tansania. Davor war er Innenminister und Vizepräsident des Landes.

## Leben
Ali Hassan Mwinyi wurde 1925 im damaligen Tanganjika als Sohn muslimischer Eltern geboren. Er wuchs in Sansibar auf, besuchte dort die Schule und begann eine Ausbildung als Lehrer. Er bekam ein Stipendium, das ihm die Fortsetzung des Studiums an der Universität Durham in England ermöglichte. Dort schloss er 1945 sein Studium ab und kehrte nach Sansibar zurück. Erst arbeitete er als Lehrer am Zanzibar Teacher Training College, später wurde er dort Direktor. Im Jahr 1960 heiratete er, mit seiner Frau Siti hatte er zwölf Kinder.

## Politisches Wirken
Nachdem Sansibar seine Unabhängigkeit erreicht hatte, wurde Mwinyi 1963 leitender Sekretär für Volksbildung im zuständigen Ministerium von Sansibar. Ab 1970 bekleidete er verschiedene Ämter in der Regierung des Präsidenten Nyerere. So war er fünf Jahre lang Botschafter in Ägypten und zu Beginn der 1980er Jahre Minister für Gesundheit und Inneres und auch Minister für natürliche Ressourcen und Tourismus. Im Jahr 1984 wurde er stellvertretender Vorsitzender der Regierungspartei Chama Cha Mapinduzi (CCM), die ihn 1985 als einzigen Präsidentschaftskandidaten nominierte. Bei der Wahl 1990 wurde er wiedergewählt, im gleichen Jahr wurde er auch Vorsitzender der CCM.
Während seiner Regierungszeit unternahm Tansania die ersten Schritte, die sozialistische Politik von Julius Nyerere zu revidieren. Er lockerte Importvorschriften und förderte private Unternehmen. Während seiner zweiten Amtszeit wurde wieder ein Mehrparteiensystem eingeführt. In seiner Amtszeit wurde auch Pionierarbeit für die Medienfreiheit im Land geleistet, private Medienhäuser wurden eröffnet.
Obwohl Mwinyis Politik der freien Marktwirtschaft Erfolg hatte, wird er für den hohen Stand der Korruption und der weit verbreiteten Steuerflucht, die sich während seiner Amtszeit entwickelt hat, kritisiert.
Nach dem Ende seiner Amtszeit zog er sich aus der Politik zurück und lebte zuletzt in Daressalam. Dort starb er am 29. Februar 2024 im Alter von 98 Jahren.

## Auszeichnungen und Ehrungen
- 2011: Orden von Mwalimu Julius Kambarage Nyerere[2]
- 2012: Doktor der Literaturwissenschaften, Ehrendoktorat, verliehen von der Open University of Tanzania[2]
- 2013: Doktor der Philosophie, Ehrendoktorat, verliehen von der East African University, Kenia[2]
- 2022: Internationaler König-Faisal-Preis[8]